# Guillermo Lovell
Pour les articles homonymes, voir Lovell.
Guillermo José Lovell  est un boxeur argentin né le 14 janvier 1918 à Dock Sud et mort le 25 octobre 1967. Il est le frère du boxeur Santiago Lovell.

## Carrière amateur
Il est vice-champion olympique aux Jeux de Berlin en 1936 dans la catégorie poids lourds.

## Parcours auxJeux olympiques
Jeux olympiques d'été de 1936 à Berlin (poids lourds) :
- Bat Omar Hermansen (Danemark) aux points
- Bat José Feans (Uruguay) par KO au 2e round
- Bat Erling Nilsen (Norvège) aux points
- Est battu par Herbert Runge (Allemagne) aux points